# Dos ianquis a Austràlia
Dos ianquis a Austràlia (títol original: Abroad with Two Yanks) és una pel·lícula de comèdia estatunidenca de 1944 dirigida per Allan Dwan i protagonitzada per Helen Walker, William Bendix i Dennis O'Keefe com a personatges principals. Va ser el tercer i últim paper de Bendix en una pel·lícula com a marine dels Estats Units i la primera de les tres pel·lícules de Dwan sobre el Cos de Marines dels Estats Units. Està doblada al català.

## Argument
Arribant a Austràlia després de la batalla de Guadalcanal, dos marines estatunidencs competeixen entre ells robant la xicota australiana de l'altre. La seva intensa rivalitat els porta a la seva detenció i a la fugida del confinament vestits de dones.

## Repartiment
- William Bendix com Cpl. Biff Koraski
- Helen Walker com Joyce Stuart
- Dennis O'Keefe com Cpl. Jeff Reardon
- John Loder com Sgt. Cyril North
- George Cleveland com Roderick Stuart
- Janet Lambert com Alice
- James Flavin com Sgt. Wiggins
- Arthur Hunnicutt com Arkie

## Producció

### Hal Roach
La pel·lícula es va anunciar originalment com una de les comèdies de Hal Roach titulada Yanks Down Under, protagonitzada per William Bendix. A causa del contracte de Roach per al rodatge de pel·lícules d'entrenament per a l'exèrcit estatunidenc, la pel·lícula i el compromís de Bendix amb ella es van vendre al productor Edward Small amb l'empleat de Roach Fred Guiol per ser acreditat com a productor. La pel·lícula va ser el final de l'acord de Roach amb United Artists.

### Edward Small
El novembre de 1943 el projecte va ser amb Edward Small i es va anomenar Waltzing Matilda. William Bendix i Dennis O'Keefe estaven vinculats a protagonitzar-la. La pel·lícula havia de ser la segona d'un contracte de dues pel·lícules entre O'Keefe i Small, la primera seria Un casat amoïnat.
Finalment, el títol es va canviar a Abroad with Two Yanks. Small va dir més tard que va comprar la història principalment perquè aquest títol era molt atractiu.
El gener de 1944, Edward Small va anunciar que la pel·lícula seria la seva propera per a United Artists. Lou Beslow i John Twist estaven escrivint el guió i Lew Seiler va ser manllevat de la 20th Century Fox per dirigir-la. Tanmateix, al febrer, Allan Dwan, que acabava de fer Up in Mabel's Room per Small, va ser confirmat per dirigir-la
Anna Lee havia d'encarnar la protagonista femenina. Va acceptar el paper mentre estava a Las Vegas pel seu procés de divorci. No obstant això, en tornar a Hollywood va decidir que la part no era adequada per a ella i es va retirar de la pel·lícula. Va ser substituïda per Helen Walker, que va ser prestada a la Paramount.
El rodatge va començar el març de 1944. Dwan va dir: "Va ser molt divertit: Bendix i O'Keefe es van disfressar de noies. Vam utilitzar un teatre a Hollywood per a alguns dels interiors, just al costat del Brown Derby. Ara, va ser una feina infernal posar sobre aquell maquillatge i l'aprofitament d'aquella roba, que la guardaven quan sortíem tots a dinar".
Hedy Lamarr es va fer una foto amb Bendix i O'Keefe al voltant de la realització de la pel·lícula que Small va publicar posteriorment. Lamarr va demandar a Small per danys i perjudicis.
Dwan va dir: "Small tenia escriptors asseguts amb ell mentre jo rodava. I cap a les dues o tres de la tarda enviava les pàgines que se suposava que s'havien rodat aquell matí, però jo ja havia rodat el que volia filmar. i només arxivarem el guió. Així que sempre estava desconegut i ell estava aproximadament un dia enrere amb el guió fins al final". Al director li va agradar treballar amb Small tot i que el va dir "un professional. Un gran showman i no un noi interferit. Ell sap el seu camí".

## Recepció
Les crítiques van ser fortes. El New York Times va dir que la pel·lícula es va fer amb "l'esperit correcte".

### Seqüela proposta
Edward Small volia protagonitzar amb O'Keefe i Bendix una sèrie de pel·lícules i l'agost va anunciar una seqüela Two Yanks in Paris. Charles Rogers i Wilkie Mahoney van treballar en una història. Tanmateix, no va resultar cap pel·lícula.

## Adaptació radiofònica
El Screen Guild Theatre " va emetre una adaptació radiofònica de 30 minuts de la pel·lícula el 9 d'abril de 1945, amb William Bendix i Dennis O'Keefe repetint els seus papers cinematogràfics amb Marjorie Reynolds en el paper d'Helen Walker.